# Instituto de Estudos Avançados
O Instituto de Estudos Avançados (IEAv) é uma Organização Militar (OM) e Instituição Científica e Tecnológica (ICT) do Comando da Aeronáutica, criado em junho de 1982 e está subordinado ao Departamento de Ciência e Tecnologia Aeroespacial (DCTA).
Tem como missão ampliar o conhecimento científico e o domínio de tecnologias estratégicas para fortalecer o Poder Aeroespacial Brasileiro. Sua visão é ser reconhecido como instituição de excelência e de referência internacional em pesquisas de tecnologias avançadas no campo aeroespacial.

## História
Em meados de 1970, a Direção do Centro Técnico Aeroespacial (CTA) resolveu criar, no então Instituto de Atividades Espaciais (IAE), a Divisão de Estudos Avançados, cujas atividades seriam orientadas, essencialmente, para tópicos avançados em desenvolvimento tecnológico e em ciência pura e aplicada. As atividades técnico-científicas da Divisão receberam um grande impulso, em 22 de agosto de 1977, quando foram inauguradas as instalações definitivas de sua sede.
O crescimento da Divisão de Estudos Avançados ocorreu de forma acelerada, acima das expectativas, o que exigiu um reajuste em sua estrutura, uma vez que a existente, em nível de Divisão, já não era mais suficiente para o cumprimento da missão atribuída.
Em 22 de outubro de 1981, com as novas instalações já em condições mínimas de operação, a Divisão foi autorizada a operar em nível de Instituto do CTA, com a designação Laboratório de Estudos Avançados, desligando-se da estrutura organizacional do IAE e transferindo-se para sua nova localização, no quilômetro no 5,5 da Rodovia dos Tamoios, em São José dos Campos.
Em 2 de junho de 1982, o Exmo. Sr. Presidente da República assinou o Decreto no 87.247, criando o Instituto de Estudos Avançados como parte integrante do CTA, visto que a designação de laboratório estava reservada para instalações de menor porte, com atividades muito específicas.

## Atribuições e áreas de atuação
Ao IEAV compete:
- realizar pesquisa aplicada e desenvolvimento experimental em tecnologias e sistemas aeroespaciais;
- realizar pesquisa básica para a aquisição de novos conhecimentos, com o objetivo de aplicação futura em tecnologias e sistemas aeroespaciais;
- promover a capacitação de recursos humanos, do nível intermediário ao de pós-doutorado, por meio do Programa de Pós-Graduação em Ciências e Tecnologias Espaciais[2] (PG-CTE) e orientações acadêmicas de trabalhos de formação e especialização;
- prestar serviços em atividades ligadas à tecnologia industrial básica.

Neste contexto, o IEAV atua nas áreas de Tecnologia Nuclear Aplicada, Geointeligência, Sensores e Atuadores, Aerotermodinâmica e Hipersônica e Lasers, Óptica e Aplicações.
Em consonância com a sua missão, o IEAV desenvolve atividades de pesquisa e desenvolvimento e também de ensaios laboratoriais de suporte aos projetos que executa ou a projetos de outros órgãos, nos 33 laboratórios do Instituto.

## Divisões de Pesquisa e Desenvolvimento
As atividades de pesquisa e desenvolvimento no IEAV são realizadas nas Divisões de Aerotermodinâmica e Hipersônica, Energia Nuclear, Física Aplicada, Fotônica e Geointeligência, com o suporte de oficinas mecânica e eletrônica sendo provido pela Divisão de Suporte Tecnológico.

#### Divisão de Aerotermodinâmica e Hipersônica
Realiza pesquisas e desenvolvimento em escoamentos com velocidades hipersônicas, para aplicação ao voo de veículos aeroespaciais.

#### Divisão de Energia Nuclear
A ENU realiza pesquisa e desenvolvimento de microrreatores nucleares para a geração de calor e energia elétrica com a finalidade de aplicar a tecnologia nuclear no espaço, em locais de difícil acesso (leito oceânico, Antártida etc.) e em situações de catástrofes ambientais.
Está dividida em três áreas fundamentais: Blindagem e Neutrônica, Dados Nucleares e Transferência de Calor e Materiais.

#### Divisão de Física Aplicada
Realiza o estudo de fenômenos físicos complexos e a pesquisa e desenvolvimento de sistemas eletromagnéticos, materiais e dispositivos de uso aeroespacial.

#### Divisão de Fotônica
Realiza a pesquisa e o desenvolvimento de lasers e aplicações como soldagem a laser, tratamento de superfície a laser, separação isotópica e espectroscopia. Atua também na realização de pesquisa e desenvolvimento de materiais para substratos óticos em aplicações aeroespaciais, como carbono vítreo e carbeto de silício. Outra área de atuação é na pesquisa e desenvolvimento de sensores a fibra ótica e ótica volumétrica, além de componentes, dispositivos e sistemas óticos e optoeletrônicos.

#### Divisão de EC4ISR
A Divisão de EC4ISR realiza pesquisa, desenvolvimento e capacitação em sensoriamento remoto e apoio à decisão. A Subdivisão de Sistemas de Apoio à Decisão (EGI-A) pesquisa e desenvolve metodologias de análise e modelamento de informações e cenários para suporte às atividades de planejamento e tomada de decisão no nível estratégico, operacional e tático. A Subdivisão de Sensoriamento Remoto (EGI-S) desenvolve atividades de pesquisa básica e aplicada em sensoriamento remoto, produzindo conhecimento científico e tecnológico nos campos de sensores, processamento de imagens e geoprocessamento.

## Linhas de Pesquisa
O IEAV possui as seguintes linhas de pesquisa, subdivididas em Pesquisa Aplicada e Pesquisa Básica:

### Pesquisa Aplicada
- Fotônica;
- Engenharia Nuclear;
- Sensoriamento Remoto;
- Sistemas de Apoio à Decisão;
- Simulações Computacionais;
- Diagnóstico de Combustão;
- Nanotecnologia;
- Propulsão Hipersônica.

### Pesquisa Básica
- Espectroscopia Óptica;
- Energia Nuclear e Física de Plasma;
- Química Teórica;
- Teoria da Decisão;
- Eletromagnetismo.

#### Desenvolvimento Experimental
- Caracterização de Materiais (Ópticos, Magnéticos);
- Separação Isotópica por Lasers;
- Girômetros a Fibra Óptica;
- Túneis de Vento Hipersônicos;
- Combustão Hipersônica;
- Algoritmos e Processamento Paralelo;
- Processamento de Imagens e navegação aérea autônoma;
- Bombeamento Eletromagnético de Fluidos Metálicos;
- Ciclos Térmicos aplicados a processos de geração de energia elétrica e calor no espaço;
- Nanotecnologia de interesse da defesa aeroespacial;
- Sensores ativos e passivos.

## Capacitação e Formação de Pesquisadores
O Instituto possui também um Programa de Pós-Graduação em Ciências e Tecnologias Espaciais (PG-CTE), nos níveis de mestrado e doutorado, que iniciou suas atividades no primeiro semestre de 2012. O PG-CTE é um programa por Associação Parcial de IES (conforme definido pela CAPES), fruto da parceria de três instituições de Ensino e Pesquisa do Comando da Aeronáutica: Instituto Tecnológico de Aeronáutica – ITA – IES principal, Instituto de Estudos Avançados – IEAV e Instituto de Aeronáutica e Espaço – IAE.
O PG-CTE é vinculado ao ITA, que é responsável pela estrutura administrativa do programa. No entanto, o IEAv e o IAE, por meio de suas CPPG (Coordenadorias de Programas de Pós-Graduação), coordenam localmente as atividades de Pós-Graduação.
O programa contempla as seguintes áreas de concentração: Física e Matemática Aplicadas, Propulsão Espacial e Hipersônica, Sensores e Atuadores Espaciais, Química dos Materiais e Sistemas Espaciais, Ensaios e Lançamentos.
Atualmente, o IEAv conta com 64 doutores e 35 mestres. O amplo espectro de atividades e competências atualmente existentes no IEAv lhe confere um perfil de alta adaptabilidade e capacidade para participar do processo de inovação tecnológica, competências que devem ser explorados com efetividade para o progresso da sociedade brasileira.